# Колопинское сельское поселение
Колопинское се́льское поселе́ние — муниципальное образование в Краснослободском районе Мордовии Российской Федерации.
Административный центр — село Колопино.

## История
Образовано в 2005 году в границах сельсовета.
Законом от 27 ноября 2008 года, были упразднены  Новосиндровское и Староавгурское сельские поселения (сельсоветы), а входившие в их состав населённые пункты были включены в Колопинское сельское поселение (сельсовет).

## Население
| 2002 | 2010 | 2012 | 2013 | 2014 | 2015 | 2016 |
| ---- | ---- | ---- | ---- | ---- | ---- | ---- |
| 936  | ↘821 | ↘768 | ↘725 | ↘695 | ↘685 | ↘653 |
| 2017 | 2018 | 2019 | 2020 | 2021 |      |      |
| ↘623 | ↘597 | ↘569 | ↘543 | ↗640 |      |      |

## Состав сельского поселения
| № | Населённый пункт | Тип населённого пункта | Население |
| - | ---------------- | ---------------------- | --------- |
| 1 | Колопино         | село                   | ↘546      |
| 2 | Новая Авгура     | село                   | ↘20       |
| 3 | Новая Рябка      | деревня                | ↘5        |
| 4 | Новое Синдрово   | село                   | ↘126      |
| 5 | Новое Шенино     | деревня                | ↘0        |
| 6 | Старая Авгура    | село                   | ↘96       |
| 7 | Усть-Рахмановка  | село                   | ↘28       |